# Louis Delapchier
Marie Jules Louis Delapchier, né le 19 octobre 1878 à Saint-Denis (Seine) et mort le 30 juin 1959 à Paris, est un sculpteur et illustrateur français.

## Biographie
Fils d'un manufacturier, Louis Delapchier naît le 19 octobre 1878 à Saint-Denis. 
Élève de François-Laurent Rolard et d'Henri Gauquié, il obtient une mention honorable au Salon des artistes français de 1909 et y présente en 1929 un groupe de bronze en cire perdue nommé Premier rythme. 
Il épouse le 1er mars 1926 Clothilde du Puigaudeau, décoratrice et sœur du peintre Ferdinand du Puigaudeau. 
Il meurt le 30 juin 1959 dans le 13e arrondissement de Paris, et est inhumé au cimetière parisien d'Ivry (13e division).

## Publication
- Les Oiseaux du monde, N. Boubée & cie, 1959